# Sauloch (Naturschutzgebiet)
Das Naturschutzgebiet Sauloch liegt auf dem Gebiet der Gemeinde Langenenslingen in Baden-Württemberg. Es wurde am 20. Februar 1970 vom Regierungspräsidium Südwürttemberg-Hohenzollern durch Verordnung ausgewiesen.

## Lage
Das Naturschutzgebiet Sauloch liegt etwa einen Kilometer nördlich von Langenenslingen im Naturraum Donau-Iller-Lech-Platte am Rande der Schwäbischen Alb. Es ist 2,5 Hektar groß und liegt auf einer Höhe von 595 bis 639 m ü. NHN.

## Landschaftscharakter
Es handelt sich um den Rest einer Wacholderheide, der Nordteil ist dicht mit Wald bestockt.

## Flora und Fauna
Im Gebiet kommt eine Reihe seltener Pflanzenarten vor, darunter:
- Berg-Gamander
- Echte Kugelblume
- Fliegen-Ragwurz
- Frühlings-Enzian
- Gewöhnliches Katzenpfötchen
- Große Spinnen-Ragwurz
- Hundswurz
- Küchenschelle

## Zusammenhängende Schutzgebiete
Das Naturschutzgebiet ist Teil des FFH-Gebiets Glastal, Großer Buchwald und Tautschbuch.